# Вудкок (Пенсилванија)
Вудкок (енгл. Woodcock) град је у америчкој савезној држави Пенсилванија.

## Демографија
По попису из 2010. године број становника је 157, што је 11 (7,5%) становника више него 2000. године.
| Група             | 2000.       | 2010.        |
| Белци             | 143 (97,9%) | 157 (100,0%) |
| Афроамериканци    | 0 (0,0%)    | 0 (0,0%)     |
| Азијати           | 0 (0,0%)    | 0 (0,0%)     |
| Хиспаноамериканци | 0 (0,0%)    | 0 (0,0%)     |
| Укупно            | 146         | 157          |